# 1492 Pictures
1492 Pictures — американская кинокомпания, основанная кинорежиссёром Крисом Коламбусом в 1995 году. Названием был выбран 1492 год, когда Христофор Колумб доплыл до американских островов.
Кроме фильмов Криса Коламбуса компания сотрудничала с другими режиссёрами: Леваном Брайном (Подарок на Рождество), Генри Селиком (Обезьянья кость), Альфонсо Куароном (Гарри Поттер и Узник Азкабана), Джо Ротом (Рождество с неудачниками), Тимом Стори (Фантастическая четвёрка) и Шоном Леви (Ночь в музее, Ночь в музее 2).
В феврале 2011 года компания купила права на экранизацию южнокорейской комедии «Привет, призрак», планируется выпустить ремейк этого фильма.
В августе 2011 года компания выпустила фильм «Прислуга».

## Фильмы
- Девять месяцев (1995)
- Подарок на Рождество (1996)
- Мачеха (1998)
- Двухсотлетний человек (1999)
- Обезьянья кость[англ.] (2001)
- Гарри Поттер и философский камень (2001)
- Гарри Поттер и Тайная комната (2002)
- Гарри Поттер и Узник Азкабана (2004)
- Рождество с неудачниками (2004)
- Фантастическая четвёрка (фильм) (2005)
- Богема (2005)
- Ночь в музее (2006)
- Фантастическая четвёрка: Вторжение Серебряного сёрфера (2007)
- Ночь в музее 2 (2009)
- Ночь с Бет Купер (2009)
- Перси Джексон и Похититель молний (2010)
- Прислуга (2011)
- Перси Джексон и Море чудовищ (2013)
- Ночь в музее: Секрет гробницы (2014)
- Пиксели (2015)
- Молодой Мессия[англ.] (2016)
- Я сражаюсь с великанами (2018)
- Рождественские хроники (2018)